# Blourde
Pour les articles homonymes, voir Blourde (homonymie).
La Blourde est une rivière française des départements de la Charente et de la Vienne, dans la région Nouvelle-Aquitaine, affluent droit de la Vienne, donc un sous-affluent de la Loire.

## Géographie
La Blourde est une rivière du sud-ouest de la France, dans la région Nouvelle-Aquitaine. Elle est affluent en rive droite de la Vienne, et elle prend sa source dans le département de la Charente à Brillac (près du lieu-dit la Petite Lande) et traverse celui de la Vienne avant de se jeter dans la Vienne dans la commune de Persac.
Sa longueur est de 46,5 km.
Géologiquement, la presque totalité de son cours est dans le Massif central où elle prend sa source, et qu'elle quitte juste peu avant son confluent à Persac pour rentrer dans le Bassin parisien. Son cours est dirigé du sud vers le nord-nord-ouest.
Dans sa partie aval à partir de la commune de L'Isle-Jourdain, elle s'appelle aussi Grande Blourde, pour la distinguer de la Petite Blourde qui lui est parallèle et qui se jette aussi dans la Vienne, à 100 m en aval du confluent de la première.

### Communes et cantons traversés
Dans les deux départements de la Charente et de la Vienne, la Blourde traverse les onze communes suivantes, de l'amont vers l'aval, Brillac (source), Oradour-Fanais, Asnières-sur-Blour, Luchapt, Mouterre-sur-Blourde, Millac, L'Isle-Jourdain, Moussac, Adriers, Nérignac, Persac (confluence).
Soit en termes de cantons, la Blourde prend source dans le canton de Charente-Vienne, conflue dans le canton de Lussac-les-Châteaux, le tout dans les arrondissements de Confolens et de Montmorillon.

### Toponymes
La Blourde et son affluent le Blour, ont donné leur nom aux communes, respectivement, de Mouterre-sur-Blourde et Asnières-sur-Blour.

### Bassin versant
La Blourde traverse deux zones hydrographiques « La Blourde de l'Isop (NC) à la Vienne » (L131), et « la Blourde de ss source à l'Isop (C) » (L130) pour une superficie totale de 301 km2 de superficie. Ce bassin versant est constitué à 89,85 % de « territoires agricoles », à 9,42 % de « forêts et milieux semi-naturels », à 0,52 % de « territoires artificialisés », à 0,17 % de « surfaces en eau ». La Blourde fait partie du bassin versant dit de la Vienne médiane entre la Vienne Amont et la Vienne aval.

### Organisme gestionnaire
L'organisme gestionnaire est l'EPTB Vienne, créé le 10 septembre 2007, qui facilite la gestion des 21 160 km2 du bassin versant de la Vienne

## Affluents
La Blourde a vingt-quatre tronçons affluents référencés dont :
- le Jouvignac (rd[note 1]), 4,9 km sur la seule commune d'Oradour-Fanais.
- l'Age (rg), 5,4 km sur les deux communes de Brillac et Oradour-Fanais.
- le Marcillac (rg), 6,9 km sur les quatre communes d'Abzac, Brillac, Oradour-Fanais, Asnières-sur-Blour.
- le Mas de Fontgrive (rd), 7,9 km sur les trois communes d'Oradour-Fanais, Gajoubert, Asnières-sur-Blour.
- le Blour (rd), 8 km sur les trois communes de Asnières-sur-Blour, Luchapt, Saint-Martial-sur-Isop, avec deux affluents et de rang de Strahler quatre,
- le Chez Moreau (rg), 6,2 km sur les deux communes de Asnières-sur-Blour et Luchapt.
- l'Isop (rd), 18,3 km sur quatre communes avec cinq affluents et de rang de Strahler trois
- le Ris Ponteil (rg), 6,3 km sur les trois communes de Mellac, Luchapt et Mouterre-sur-Blourde avec un affluent
- la Franche Doire (rd), 25 km sur cinq communes avec deux affluents de rang de Strahler trois

### Rang de Strahler
Donc le rang de Strahler est de cinq.

## Hydrologie
La Blourde a été observée depuis le 20 avril 2012 à la station L1313010 La Grande Blourde à Persac, à 10 m d'altitude, pour un bassin versant de 297 km2.
Sur les deux seules premières années d'observation, le module y est de 2,60 m3/s.